# Triphosa eucosmiata
Triphosa eucosmiata är en fjärilsart som beskrevs av Otto Staudinger 1898. Triphosa eucosmiata ingår i släktet Triphosa och familjen mätare. Inga underarter finns listade i Catalogue of Life.